# 丹麥人
丹麥人（丹麥語：danskere，英語：Danes）可以指：
- 具有丹麥血統或族群認同的人，不論是生活在丹麥，亦或移民或移民的後裔
- 生活在南石勒蘇益格的丹麥人。南石勒蘇益格曾是丹麥省份。
- 以丹麥語為母語的人。
- 丹麥國民。其中還包括一些生活在南日德蘭郡的德國人。

目前丹麥本國約有500萬的丹麥人，美国约有150万丹麦人，加拿大则有约20万。另外在德國的南石勒蘇益格，還有50000左右的丹麥人，占當地人口的約10%。